# Karoliina Partanen
Karoliina Partanen, född 1983 i Jyväskylä, är en finländsk advokat och politiker (Samlingspartiet). Hon är ledamot av Finlands riksdag sedan 2023.
Partanen blev invald i riksdagsvalet 2023 med 7 172 röster från Savolax-Karelens valkrets.